# Hans Lipperhey
Hans (ou Johannes) Lipperhey est un opticien néerlandais né en 1572 à Wesel et mort en 1619 à Middelbourg.
En latin, son nom était orthographié Laprejus, ou Laprey. Lipperhey a également été appelée à tort Lippersein (dans un livre de 1618) ou Lippershey (une erreur commise dans un article de langue anglaise faisant autorité datant de 1831, de sorte que l'orthographe incorrecte «Lippershey» avec un «s» est devenue courante dans la littérature anglaise).
Il présenta fin septembre 1608 l'une des premières réalisations concrètes d'une lunette d'approche.
Lipperhey a donc été le premier à demander un brevet en septembre 1608 pour l'invention d'un «instrument pour voir au loin», qui se réfère à la Lunette hollandaise (nl), composée d'une lentille convexe et d'une autre concave. La lettre de recommandation que Lipperhey a reçue de la Chambre des représentants de Zélande est le plus ancien document au monde dans lequel le principe des «lunettes» est mentionné avec certitude (bien que ce mot devait encore être inventé à ce moment-là).

## Biographie
On ne sait pratiquement rien de la vie de Lipperhey. En 1594, il vivait à Middelbourg, où il se maria cette même année. En 1602, il devint bourgeois de cette ville. Il vivait dans une maison à côté de l'église abbatiale, dans la Kapoenstraat, rue qui a disparu après le bombardement de Middelbourg en 1940. En 1609, il y achète également la maison voisine. Il mourut en 1619 après avoir fait un testament au dernier survivant.

## Découverte de la lunette
Middelbourg, la capitale de la Zélande, est devenue une ville prospère, dynamique, riche et importante après la chute d'Anvers en 1585. Entre autres, la ville avait une industrie du verre florissante. Il n'est pas si surprenant, comme cela semble maintenant, que ce soit précisément ici que la lunette néerlandaise a été produite pour la première fois. À partir de 1581, il y avait un four à verre sur Blauwedijk. C'était le premier dans le nord des Pays-Bas. Le maître verrier s'appelait Govaert van der Haeghen. Cet entrepreneur a utilisé des techniques italiennes pour fabriquer du verre. La disponibilité de verre transparent de haute qualité est l'une des raisons de la création de la lunette à Middelbourg.
Cependant, en 1608, lorsque la "lunette hollandaise" fut introduite, les gens cherchaient depuis un certain temps un instrument grossissant dans divers endroits d'Europe, pensant généralement à une combinaison d'un miroir creux (à feu) avec une ou plusieurs lentilles. Le fait que deux lentilles ensemble aient un effet grossissant était un sujet connu depuis les années 1530. L'opticien suisse Rolf Willach a rendu plausible en 2007 que la percée des lunettes en 1608 ne concernait pas tant une amélioration des techniques de meulage disponibles, mais plutôt l'invention du diaphragme. Étant donné que dans les jumelles, la surface totale de la lentille frontale (l'objectif) contribue à la formation de l'image et qu'au moment où seul le centre de la lentille pouvait être correctement accentué, l'image dans les lunettes ne devient nette que lorsque la lentille est couverte d'une ouverture. Il n'était donc pas question d'un processus de longue haleine, dans lequel les gens réussissaient progressivement à mieux maîtriser la fabrication des verres.

## Demande de brevet et première démonstration à La Haye
En 1608, le 25 septembre, il demanda à la Chambre des représentants de Zélande, une lettre d'introduction aux États généraux de la République des Provinces unies. Entre le 2 et le 6 octobre, Lipperhey a fait une démonstration réussie de son invention pour «voir au loin» au palais du comte Maurice de Nassau à La Haye. De la Mauritstoren à La Haye, on pouvait lire l'heure sur l'horloge de l'église de Delft. Un groupe de diplomates et de militaires de haut rang était présente à cette manifestation, dont Frédéric-Henri d'Orange-Nassau, futur stathouder de la République, Ambrogio Spinola, le général italien à succès au service des espagnols et des bruxellois. Cette assemblée, réunie dans le cadre des négociations de la Trêve de douze ans durant la guerre de Quatre-Vingts Ans, a été immédiatement convaincue de l'utilité militaire de l'invention. A travers eux, la nouvelle de l'existence de ce nouvel outil s'est répandue dans toute l'Europe.
La demande de brevet de Lipperhey a été suivie, quelques semaines plus tard, par une deuxième demande de brevet, cette fois du fabricant de lunettes Alkmaar Jacob Metius, et quand en octobre 1608, il s'est avéré qu'un autre « jeune homme » vivait à Middelbourg, qui a également prétendu posséder le conste à «faire des instruments pour voir des choses lointaines», les députés des États généraux ont décidé de ne pas délivrer de brevet. Lipperhey a cependant été chargé de fournir trois lunettes binoculaires. Il a reçu 900 florins Carolus pour cela. En 1609, il a acheté la maison voisine avec ce montant, qu'il a appelée In de Dry Vare Gesichten.
Un an plus tard, Galilée, inspiré par la nouvelle de l'invention, fabriqua une version améliorée des lunettes. Il fit alors un certain nombre de découvertes astronomiques surprenantes, qu'il publia en 1610 dans son Sidereus Nuncius.

## Recherches
L'historien des sciences Cornelis de Waard (1879 - 1963) pensait que le «jeune homme» anonyme signifiait Zacharias Janssen de Middelbourg, qui avait environ vingt ans à l'époque. Son soupçon fut renforcé par un témoignage sur l'invention, fait en 1634. De Waard avait trouvé ce message dans les écrits du Zélandais Isaac Beeckman. À l'époque, Beeckman suivait des cours de meulage et de polissage des verres auprès du taille-verres Johannes Sachariassen, qui travaillait à Middelbourg. En juin 1634, il nota dans son journal que "Johannes Sacharias seght, dat syn vader den eersten verrekycker maeckte hier te lande ano 1604, naer eene van eenen ltaliaen, daerop stont: ano 90.". À la suite d'une enquête déjà commencée en 1655 sur la question «qui a inventé les lunettes», De Waard pense que les lunettes ont été inventées à Middelbourg dès 1590.
Cette enquête antérieure de 1655 a été menée à la demande du diplomate de Middelbourg, Willem Boreel (nl), alors ambassadeur des Pays-Bas en France. En raison d'un témoignage de l'affûteur d'objectif Johannes Sachariassen (nl), travaillant alors à Middelbourg, son père Zacharias Janssen a été qualifié à titre posthume de "premier" inventeur et Hans Lipperhey, seulement le deuxième inventeur. Cependant, des recherches d'archives approfondies ont montré depuis que tous les faits vérifiables de cette déclaration sont incorrects. De plus, il a été établi que Zacharias Janssen n'est devenu un fabricant de lunettes qu'en 1616, après avoir acquis les outils de Lowys Lowyssen, «geseyt Henricxen brilmakers», l'année précédente. Lipperhey a ainsi retrouvé sa place de premier inventeur.